# Rain of Revolution
«Rain of Revolution» (с англ. — «Дождь Революции») — песня литовской группы Fusedmarc, представленная на конкурсе «Евровидение-2017» в Киеве.

## Евровидение
28 декабря 2016 года Fusedmarc подтвердили свое участие в «Eurovizijos», национальном отборе Литвы на Евровидении 2017 года. Они впервые соревновались в третьем туре 21 января 2017 года, где они заняли четвёртое место и перешли к следующему раунду. На пятом туре 4 февраля они заняли третье место. Они продолжали выигрывать полуфинал 4 марта и вышли в финал, который состоялся 11 марта. В финале они выиграли как голос от жюри, так и телеголосованием, став победителями конкурса и получив право представлять Литву на Евровидении 2017. Литва участвовала во второй половине второго полуфинала на Евровидение.

## Композиция
| №  | Название             | Длительность |
| -- | -------------------- | ------------ |
| 1. | «Rain of Revolution» | 3:05         |